# М'яконьки
М'яко́ньки (рос. Мяконьки) — присілок у складі Слободського району Кіровської області, Росія. Входить до складу Шестаковського сільського поселення.
Населення становить 23 особи (2010, 49 у 2002).
Національний склад станом на 2002 рік — росіяни 98 %.